# KIF24
KIF24‏ (Kinesin family member 24) هوَ بروتين يُشَفر بواسطة جين KIF24 في الإنسان.